# América (filme)
América (em russo: Америка) é um filme de drama luso-russo de 2010 realizado por João Nuno Pinto. Foi lançado nos cinemas de Portugal a 26 de maio de 2011 e nos cinemas do Brasil em 22 de fevereiro de 2013.

## Elenco

### Elenco principal
- Chulpan Khamatova - Liza
- Fernando Luís - Vitor
- Manuel Custódia - Mauro[5]
- María Barranco - Fernanda
- Dinarte Branco - Paulo Armando
- Cassiano Carneiro - Matias
- Raul Solnado - Melo
- Paco Maestre - Tolentino
- Mikhail Evlanov - Andrei

### Elenco Adicional
- Dimitry Bogomolov - Dimitri
- Mina Andala - Armandina